# Trois Strophes sur le nom de Sacher (film)
Pour les articles homonymes, voir Trois Strophes sur le nom de Sacher.
Pour plus de détails, voir Fiche technique et Distribution.
Trois Strophes sur le nom de Sacher est un documentaire français réalisé par Chantal Akerman, sorti en 1989.

## Synopsis
Ce court métrage documentaire est une captation de la violoncelliste Sonia Wieder-Atherton jouant Trois Strophes sur le nom de Sacher  d'Henri Dutilleux.

## Fiche technique
- Titre français : Trois Strophes sur le nom de Sacher
- Réalisation : Chantal Akerman
- Pays d'origine :  France
- Format : Couleurs - 35 mm
- Genre : documentaire
- Durée : 12 minutes
- Date de sortie : 1989